# Gaspar Galaz
Gaspar Galaz Capechiacci (Santiago, 19 de abril de 1941) es un historiador de arte y escultor chileno.

## Biografía
Hijo y nieto de fabricantes de muebles, la madera se convertirá en material predilecto de su trabajo escultórico. Estudió en la Escuela de Arte y en la Facultad de Filosofía y Ciencias de la Educación de la Universidad Católica (1960-1965). Luego, en 1966, se convertiría en profesor del Instituto de Estética de su alma máter y, desde 1971, de la Escuela de Arte de la misma institución. Además, ha tenido la cátedra de escultura en la Escuela de Bellas Artes de la Universidad de Chile.
Como experto en el arte de su país ha escrito, junto con Milan Ivelic, La pintura en Chile. Desde la colonia hasta 1981 y Chile, arte actual, además de numerosos artículos en libros y revistas especializadas.
Difusor de las artes y la cultura, ha sido conferencista, libretista y conductor de programas y series televisivas. Uno de los fundadores de la Agrupación de Escultores de Chile, creada en 1989, desde de 1998, es miembro de número de la Academia de Bellas Artes del Instituto de Chile. Ha sido miembro del Consejo de Monumentos Nacionales y jurado de diversos premios, como del Nacional de Artes Plásticas en 2013.
Es padre del astrónomo Gaspar Galaz, hijo de su matrimonio con una geógrafa y profesora de Historia, de la que se separó cuando el futuro científico tenía diez años de edad.

## El escultor

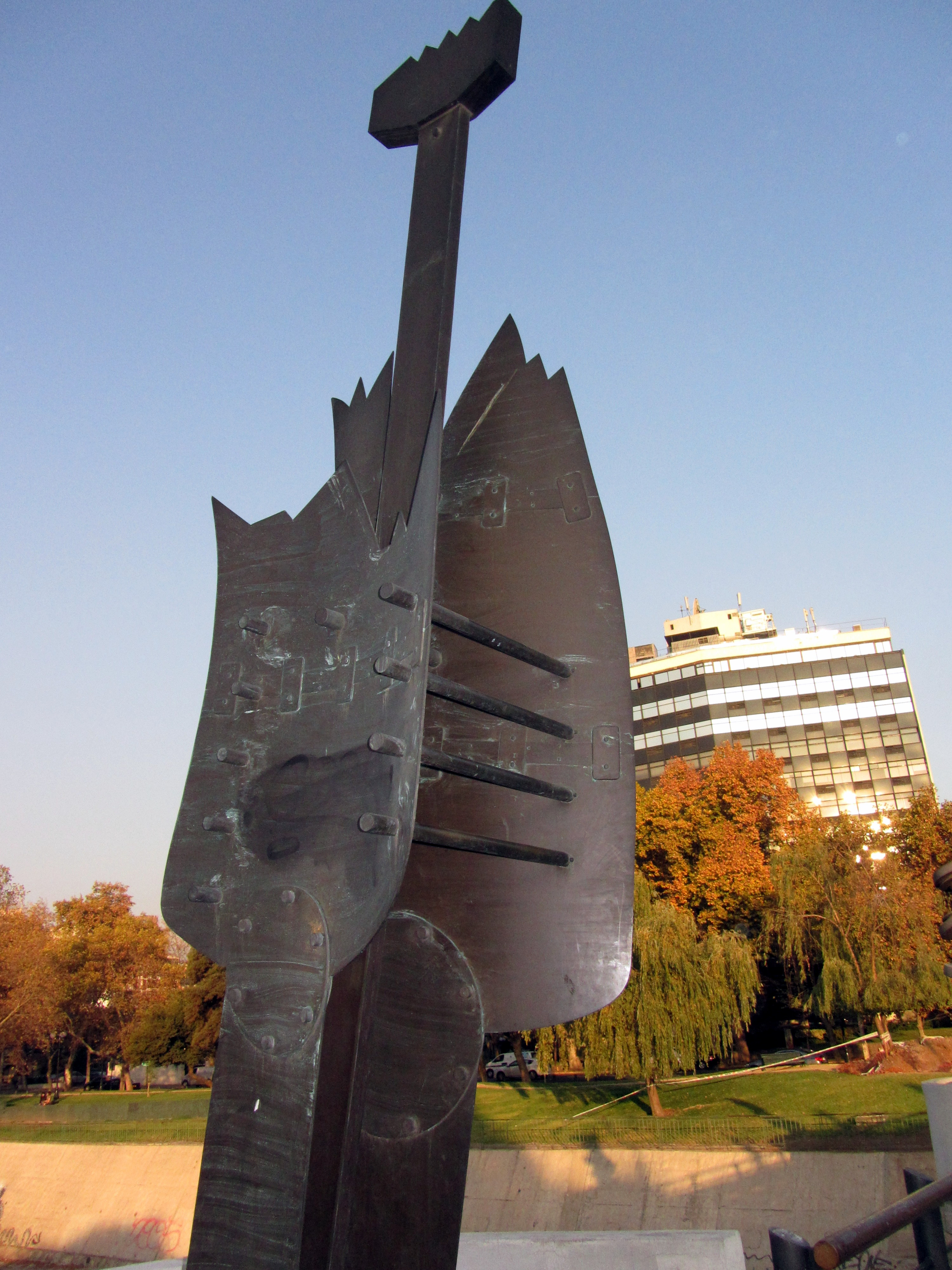
Árbol de bronce (2005), Museo Parque de las Esculturas de Santiago

La escultura de Galaz evoluciona desde el desbastado en la talla de la madera hacia elementos constructivos propiciado por la técnica  del ensamble de partes.
Con el diseño y ensamble de piezas el artista combina una estética mecanicista con elementos simbólicos que forman, como en su obra Sin título (técnica en bronce), un compuesto de diseño estructural.
Primero trabajó la talla directa sobre madera, sin boceto previo, con lo que dejó que el material hablara por sí mismo. En su segunda etapa, explota las posibilidades que otorga el ensamble de tablas de madera, hecho que permite organizar volúmenes. En sus obras hay, por lo tanto, un dualismo de fuerzas orgánicas que se repliegan y que comparten espacio con formas mecánicas de tendencia centrífuga. En sus obras actuales, la forma se ha aligerado, predominando en ella la curva como elemento emocional; estos trabajos, más expresivos que racionales, se aproximan a sus primeras producciones.
El propio Galaz señala que el bronce le "ha servido para encontrar nuevos problemas técnicos y sistemas de producción que superen o busquen nuevos caminos, más allá de los procesos de fundición de cualquier índole, para encontrar nuevas formas y con estas ampliar" su "relación con el espacio".

## Premios y reconocimientos
- Primer Premio en Escultura, Salón Oficial de la Facultad de Bellas Artes de la Universidad de Chile, 1974